# Calxattus
Genre
Calxattus est un genre d'araignées aranéomorphes de la famille des Salticidae.

## Distribution
Les espèces de ce genre sont endémiques de Chine.

## Liste des espèces
Selon World Spider Catalog (version 26, 11/04/2025) :
- Calxattus dengba Ni, Yu & Zhang, 2025
- Calxattus serratus (Yang, W. Liu, P. Liu & Peng, 2017)

## Systématique et taxinomie
Ce genre a été décrit par Wang, Yu et Zhang en 2023 dans les Salticidae.

## Publication originale
- Wang, Yu & Zhang, 2023 : « Calxattus gen. nov. from China (Araneae: Salticidae: Spartaeinae: Spartaeini), with redescription of the type species. » Acta Arachnologica Sinica, vol. 32, no 1, p. 8-15.